# Gumiel

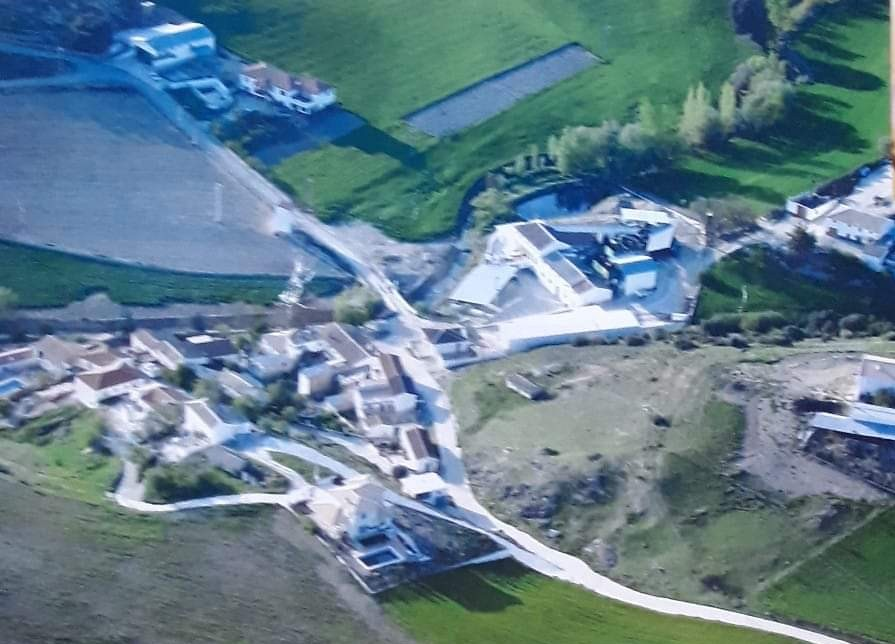
Vista de Gumiel.

Gumiel (también llamada Las Casillas de Gumiel) es una localidad y pedanía española perteneciente al municipio de Moclín, en la provincia de Granada. Está situada en el extremo nororiental de la comarca de Loja. Justo en el límite con la provincia de Jaén —de la que sólo la separa un pequeño río—, cerca de esta localidad se encuentran los núcleos de Mures, Ribera Baja y Trujillos.

## Demografía
Según el Instituto Nacional de Estadística de España, en el año 2017 Gumiel contaba con 41 habitantes censados, lo que representa el 1,07 % de la población total del municipio.

### Evolución de la población
| Gráfica de evolución demográfica de Gumiel entre 2003 y 2013 |
|                                                              |
| Datos según el nomenclátor publicado por el INE.             |

## Cultura

### Fiestas
Sus fiestas populares se celebran cada año alrededor del 16 de julio en honor a la Virgen del Carmen, patrona de la localidad.
Además de esta fiesta los vecinos realizan a lo largo del año diferentes encuentros festivos, como el de la víspera de San José en la que se reúnen en torno a unas tradicionales hogueras que preparan.

## Comunicaciones

### Carreteras
Las únicas vías de comunicación que transcurren junto a esta localidad son:
| Identificador | Denominación                       | Itinerario                      |
| ------------- | ---------------------------------- | ------------------------------- |
| A-403         | De Alcalá la Real a Dehesas Viejas | Alcalá la Real - Dehesas Viejas |
| JA-4301       | Acceso a Mures                     | N-432 - Mures                   |